# Bredaryds pastorat
Bredaryds pastorat är ett pastorat i Östbo-Västbo kontrakt i Växjö stift i Värnamo kommun i Jönköpings län. 
Pastoratet bildades 1962 och består av följande församlingar::
- Bredaryds församling
- Kulltorps församling

Pastoratskod är 060907.